# Théories conspirationnistes sur la citoyenneté de Barack Obama

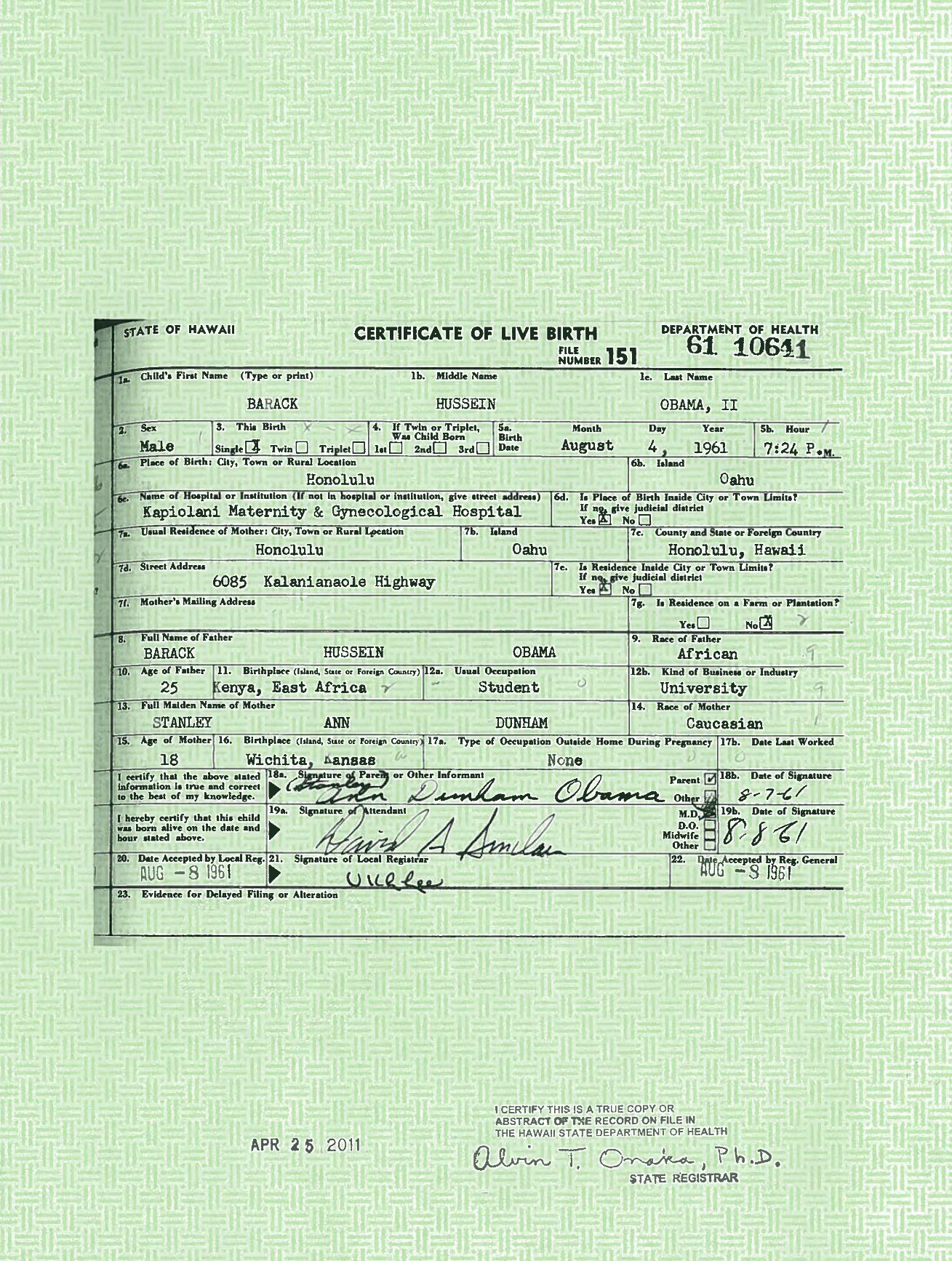
En réponse aux théories du complot, la Maison-Blanche a communiqué le certificat de naissance du président le 27 avril 2011, et l'a affiché sur le site internet de la Maison-Blanche, réaffirmant qu'il est né le 4 août 1961 à Honolulu (Hawaï).

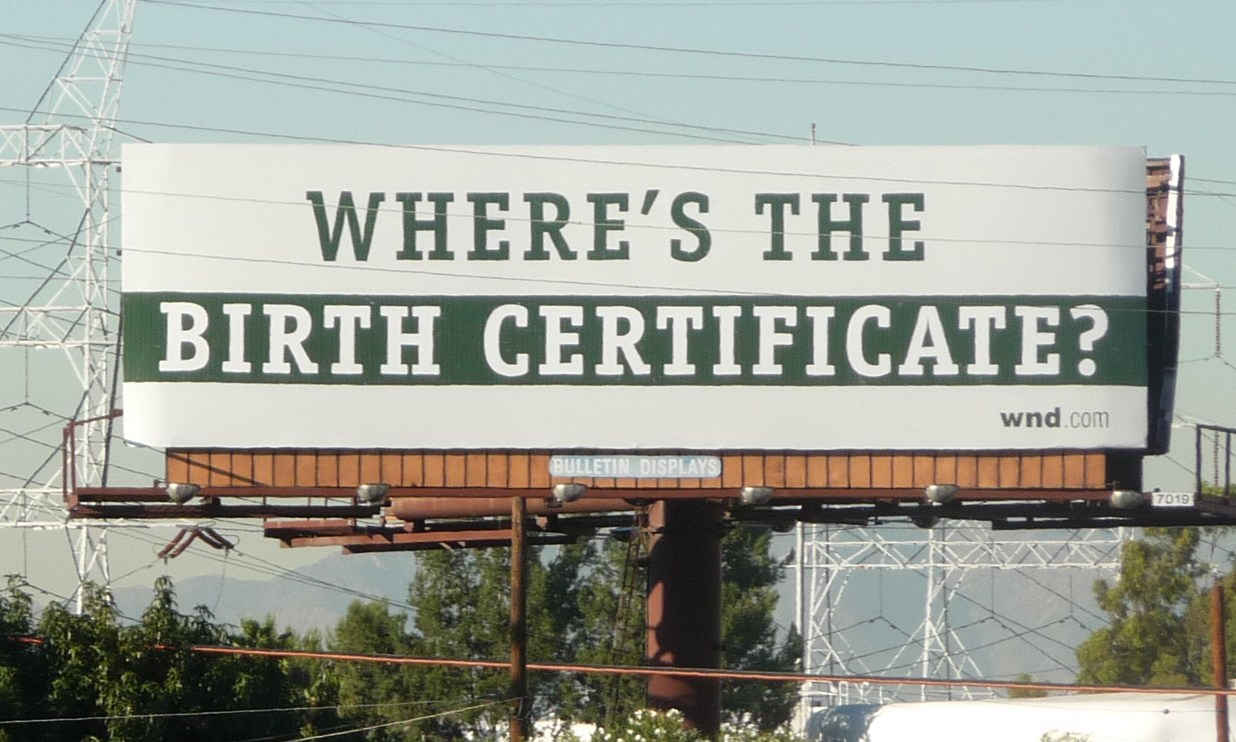
Un panneau d'affichage à South Gate (Californie) en 2010, mettant en doute la validité du certificat de naissance de Barack Obama et par extension son éligibilité à la présidence des États-Unis. Le panneau d'affichage faisait partie d'une campagne publicitaire du site d'extrême droite conspirationniste WorldNetDaily.

Les théories sur la citoyenneté du président américain Barack Obama englobent une série d'allégations et de rumeurs complotistes accusant Barack Obama de ne pas être né sur le territoire des États-Unis, et donc de ne pas être éligible à la fonction de président des États-Unis tel que le requiert l'article II de la Constitution américaine. Les partisans de ces théories du complot sont surnommés les « birthers » dans les médias anglo-saxons. Des études ont montré que ces théories du complot étaient le plus soutenues par les républicains et conservateurs blancs avec des opinions antinoires,.

## Origines
Ces rumeurs sont apparues sous forme de chaînes de courriels anonymes diffusés pendant les primaires présidentielles du parti démocrate en 2008. Elles ont culminé et atteint leur point d'orgue en 2011, durant les préparatifs des campagnes électorales à la présidence américaine de 2012. Une vaste campagne médiatique, exigeant du président qu'il rende public son acte de naissance, a trouvé des relais tant chez les polémistes conservateurs de radio et de télévision que dans une certaine frange de la classe politique conservatrice, notamment en la personne de Donald Trump qui multiplia les déclarations médiatiques sur le sujet. Le bruit médiatique autour de cette affaire est partiellement retombé lorsque la Maison-Blanche, en date du 27 avril 2011, a rendu public l'acte de naissance du président ; de nouvelles allégations sont cependant apparues, insinuant que l'acte était un faux.
Néanmoins, ces allégations ne sont pas partagées par l'ensemble de la classe politique républicaine. Elles ont été rejetées par l'équipe de campagne de John McCain en 2008, et plusieurs personnalités du camp républicain de premier plan, tels les candidats républicains Rick Santorum ou Tim Pawlenty par exemple, se sont démarquées de ces accusations, considérant qu'elles entachaient le débat politique et qu'elles nuisaient à la crédibilité du Parti républicain.

## Joe Arpaio
Le 17 juillet 2012, le shérif Joe Arpaio du comté de Maricopa (Arizona) a déclaré que le certificat de naissance d'Obama était un faux. Rejetant cette affirmation, un assistant du procureur général d’Hawaï a affirmé que le « président Obama est né à Honolulu et son certificat de naissance est valide… En ce qui concerne les dernières affirmations d'un shérif de l'Arizona, ce sont des interprétations fausses et mal-informées de la loi de Hawaï ». Des représentants de l'Arizona, dont le gouverneur Jan Brewer et le secrétaire d'État Ken Bennett, ont également rejeté les affirmations d'Arpaio et reconnu la validité du certificat de naissance d'Obama,.

## Accusations de Donald Trump
En 2011, alors que Donald Trump envisage une potentielle candidature à l'élection présidentielle de 2012, il reprend une théorie selon laquelle Barack Obama ne serait pas né sur le territoire des États-Unis, mais au Kenya, ce qui aurait pour conséquence de le rendre inéligible au poste de président des États-Unis. Il déclare aussi que ses notes étaient insuffisantes pour qu'il intègre la faculté de droit de Harvard. Ses propos suscitent une large polémique. Pour l'universitaire Gregory Benedetti, c'est en reprenant à son compte les théories sur la naissance de Barack Obama que Donald Trump est devenu « le porte-drapeau d'une branche ultra-conservatrice désireuse de présenter Obama comme un étranger, un Autre culturel et identitaire ». Après avoir soutenu cette hypothèse durant cinq années notamment au travers de nombreux tweets, il annonce finalement en 2016 reconnaître qu'Obama est bien né aux États-Unis.